# 岡部文雄
岡部 文雄（おかべ ふみお、1935年（昭和10年）3月18日 - ）は、海上自衛官。第19代海上幕僚長。

## 略歴
福岡県出身。筑紫中央高校を経て、1958年（昭和33年）3月、防衛大学校（第2期）を卒業し、海上自衛隊に入隊。入隊後は主として対潜哨戒機のパイロットとして航空隊等に勤務。その後、海上幕僚監部防衛部長、教育航空集団司令官、舞鶴地方総監、佐世保地方総監等の要職を歴任し、第19代海上幕僚長に就任。

## 年譜
- 1958年（昭和33年）3月：防衛大学校（第2期）卒業、海上自衛隊入隊（第9期幹候）
- 1977年（昭和52年）7月1日：1等海佐に昇任
- 1978年（昭和53年）7月10日：第4航空隊司令
- 1979年（昭和54年）8月1日：海上幕僚監部防衛部防衛課勤務
- 1980年（昭和55年）7月1日：同課防衛班長
- 1981年（昭和56年）7月1日：自衛艦隊司令部幕僚
- 1982年（昭和57年）9月1日：海上幕僚監部防衛部運用課長
- 1983年（昭和58年）
  - 7月1日：海将補に昇任
  - 12月20日：第5航空群司令
- 1985年（昭和60年）8月1日：海上幕僚監部防衛部副部長
- 1986年（昭和61年）6月17日：海上幕僚監部防衛部長
- 1987年（昭和62年）7月7日：海将に昇任、教育航空集団司令官に就任
- 1988年（昭和63年）7月7日：第29代舞鶴地方総監に就任
- 1989年（平成元年）3月31日：第24代佐世保地方総監に就任
- 1991年（平成03年）7月1日：第19代海上幕僚長に就任
- 1993年（平成05年）6月30日：退官
- 2007年（平成19年）4月29日：瑞宝重光章受章[1]

## 栄典
- 瑞宝重光章 - 2007年（平成19年）4月29日